# Spilosoma barbarensis
Spilosoma barbarensis là một loài bướm đêm thuộc phân họ Arctiinae, họ Erebidae.